# Axel Daeseleire
Pour les articles homonymes, voir Daeseleire.
Axel Dorothée Marc Daeseleire, né le 26 octobre 1968 à Gand, est un acteur belge néerlandophone, également dj.

## Filmographie partielle

### Cinéma
- 1993 : Ad fundum d'Erik Van Looy
- 2000 : Team Spirit de Jan Verheyen
- 2008 : Germaine de Frank Van Mechelen
- 2012 : Brasserie romantique : Angelo

### Télévision
- 2005 : Matrioshki : Le Trafic de la honte (première saison)
- 2008 : Matrioshki : Le Trafic de la honte (deuxième saison)
- 2012 : Urgence disparitions